# Carolina Eyck

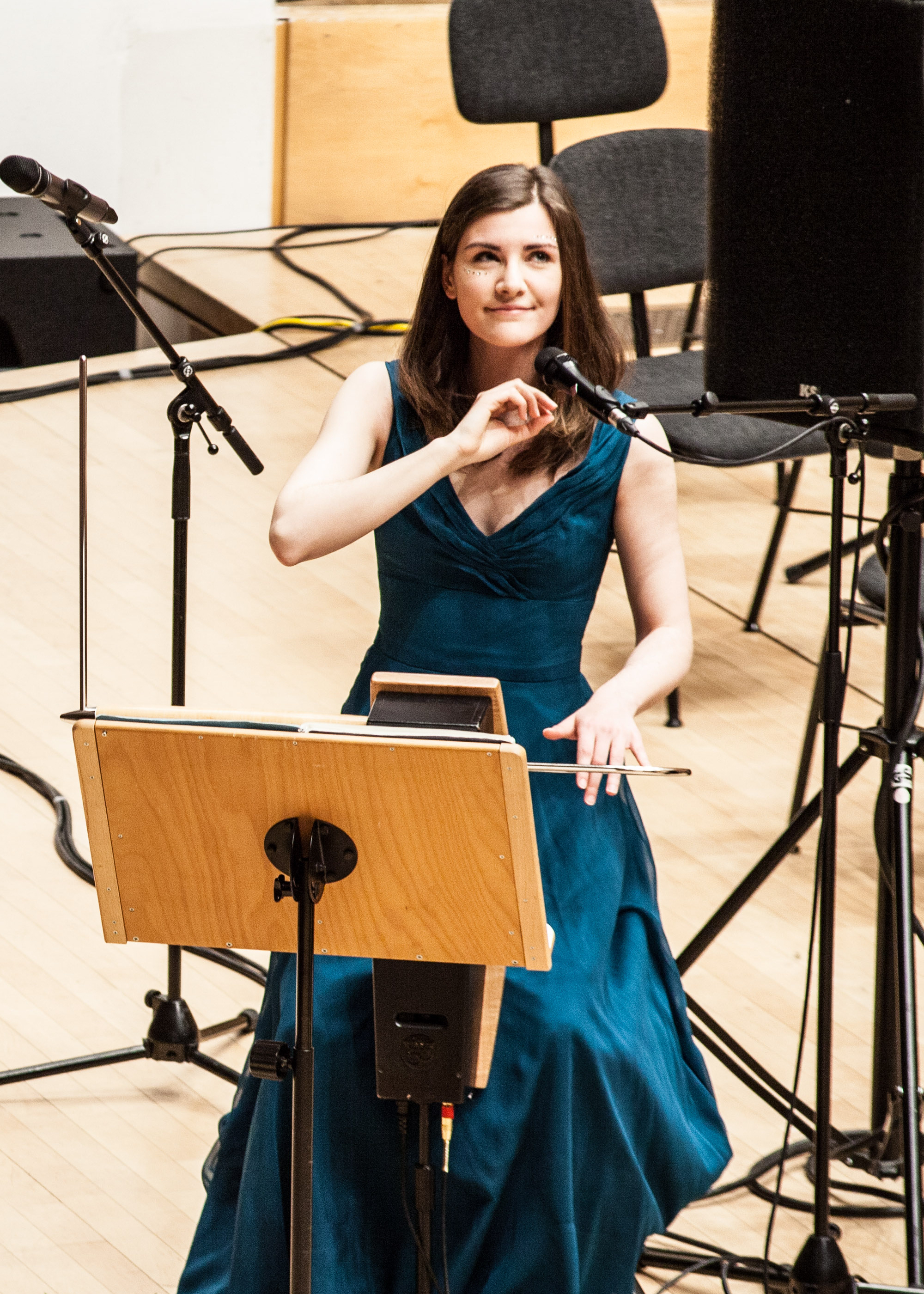
Carolina Eyck spielt Theremin.

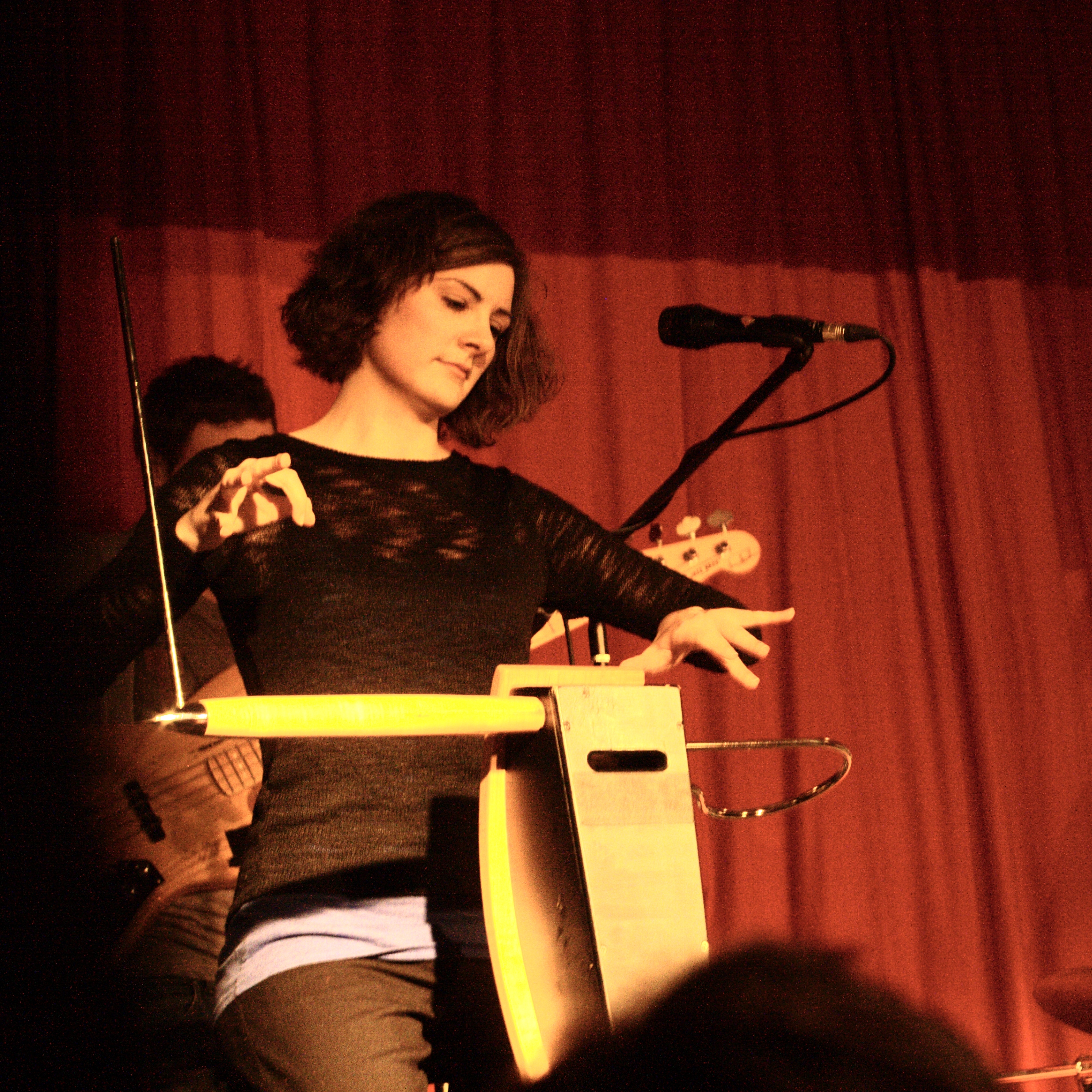
Carolina Eyck im Jazzclub „Telegraph“

Carolina Eyck (obersorbisch Carolina Eyckec; * 26. Dezember 1987 bei Berlin) ist eine deutsch-sorbische Theremin-Musikerin, Komponistin und Autorin.

## Leben
Carolina Eyck ist die Tochter des sorbischen Musikers Jan Bilk. Mit fünf Jahren erhielt sie den ersten Klavierunterricht, ein Jahr später begann sie mit der Violinausbildung. Als Schülerin der Spezialschule für Musik in Berlin wurde sie in die Klasse von Ulla Scholz aufgenommen. Später wechselte sie zur Bratsche und wurde von Ditte Leser unterrichtet.
Im Alter von sieben Jahren begann sie bei Lidija Kawina, der Großnichte von Leon Theremin, das Thereminspiel zu erlernen. Sie ist eine der wenigen Virtuosinnen auf dem Theremin bzw. Termenvox. Carolina Eyck spielt auf einem „Big Briar Theremin series 91A“ und auf einem Etherwave-Pro-Theremin von Robert Moog.
2005 errang sie beim Wettbewerb Jugend komponiert einen ersten Platz mit der Komposition „Physikalische Formeln“.
2006 veröffentlichte sie das erste umfangreiche Lehrbuch für das Theremin „The Art of Playing the Theremin“/Die Kunst des Thereminspiels.
Als Theremin-Solistin gastiert sie auf namhaften Musikfestivals, so bisher in Basel, Davos, Łódź, Budapest, Asheville N.C. und San Francisco.
Projekte und Konzertauftritte führten sie u. a. nach Polen, Luxemburg, Schweden, Frankreich, England, Mexiko, Japan, Pakistan und in die USA.
Sie gewann den Komponistenpreis des RBB mit der Komposition „Sciciani – Am wendischen Burgwall“ für Akkordeon und Streichorchester. Von diesem Stück schuf sie eine neue Fassung „CIANI – Am wendischen Burgwall: Bilder für Theremin und Orchester“.
Ab 2007 studierte sie an der Königlichen Musikhochschule Stockholm im Hauptfach Viola bei Henrik Frendin und erhielt dort 2010 ihren Bachelor-Abschluss. Als Bratschistin war sie u. a. Mitglied der Deutschen Streicherphilharmonie und verschiedener Kammermusik-Ensembles.
2008 war sie Solistin des EtherMusicCinema Projektes von Jan Bilk im Teatro Nacional de São Carlos in Lissabon.
Mit Lera Auerbachs Die kleine Meerjungfrau gastierte sie 2009 zusammen mit dem Hamburgballett unter John Neumeier in mehreren großen Städten Japans und 2010 beim San Francisco Ballet im War Memorial Opera House in San Francisco. Seit 2010 ist Eyck die künstlerische Leiterin der Theremin Summer Academy in Colmar, Frankreich, und seit 2013 auch der Theremin-Frühlings-Akademie in Leipzig.
2012 spielte sie die Uraufführung des ihr gewidmeten Theremin-Konzerts „Acht Jahreszeiten“ von Kalevi Aho sowie das Theremin-Solo bei der Uraufführung von Fazıl Says Symphonien „Mesopotamia“ und „Universe“. 2015 erhielt sie einen Echo Klassik als Solistin auf der CD „Kalevi Aho: Theremin Concerto - Horn Concerto“ in der Kategorie „Konzerteinspielung des Jahres (Musik 20./21.Jh.)“.
Mit dem Pianisten und Komponisten Christopher Tarnow bildet sie seit 2013 ein festes Duo. Die dabei entstandenen Werke erschienen am 2. Oktober 2015 auf der CD mit dem Titel „Theremin Sonatas“ beim Label GENUIN. Eyck gibt weltweit Workshops und Theremin-Unterricht.

## Kompositionen
- „Sciciani - Am wendischen Burgwall“ Bilder für Akkordeon und Streichorchester, Uraufführung am 16. September 2006 durch das Philharmonische Orchester Cottbus unter GMD Reinhard Petersen, Solist: Aidar Gainullin (Moskau) - Bajan
- „CIANI - Am wendischen Burgwall“ Bilder für Theremin und Orchester, UA am 4. Februar 2007 durch das Orchester der Berliner Spezialschule für Musik, Musikgymnasium Carl Philipp Emanuel Bach, in der Französischen Friedrichstadtkirche (Französischer Dom) am Gendarmenmarkt in Berlin
- „Syllableaves“ Concerto für Theremin und Orchester, UA am 24. April 2010 durch das Gävle Symfoniorkester unter Fredrik Burstedt im Konzerthaus Gävle (Schweden)
- „Sauselei“ Duet for Viola and Voice (2010)
- „Reja“ (Theremin und Stimme)
- „Elefant“ in Grün (Theremin und Stimme) / Elephant in Green
- „Forte“ (Theremin und Stimme)
- „Sonina“ (Theremin und Harfe)
- „Maskenreich“ (Theremin und Orgel)
- „Fantasias“ for Theremin and String Quartet (2015)

## Diskografie
- 2008: CD: Carolina Eyck spielt konzertante Werke für Theremin, EAN 4 025118 308424, © SERVI Verlag, Berlin; Musiker: Giulietta Koch - Klavier, Rebekka Markowski - Cello, Magdalena Meitzner - Vibraphon/Percussion und Wiebke Lichtwark - Harfe
- 2008: DVD: Heinz Holliger OBOE FANTASY, © medici arts/EuroArts/Swiss Television; u. a. mit der FANTASIA von Bohuslav Martinů, Musiker: Heinz Holliger - Oboe, Robert Kolinsky - Klavier, Carolina Eyck - Theremin und das Keller Quartett (András Keller, János Pilz, Zoltán Gál, Judit Szabó)
- 2011: CD: Kalevi Aho: Theremin Concerto - Horn Concerto; Annu Salminen / Carolina Eyck / Lapland Chamber Orchestra / John John Storgårds, die CD enthält als Extra einen Videoclip mit Carolina Eycks Einführung ins Theremin.
- 2013: CD: Fazıl Say: Sinfonie 2, Op. 38 Mesopotamia & Sinfonie 3,Op. 43 Universe Fazıl Say; (Mitwirkung) Dirigent: Gürer Aykal, Komponist: Fazıl Say, Label: Naive Classique (Indigo), Borusan Istanbul Philharmonic Orchestra; Edition: BIS-2036
- 2014: CD/LP: Improvisations for Theremin and Piano, Carolina Eyck (Theremin), Christopher Tarnow (Klavier), Label: Butterscotch
- 2015: CD: Christopher Tarnow: Theremin Sonatas, Carolina Eyck (Theremin), Christopher Tarnow (Klavier), Label: Genuin (Note 1 Musikvertrieb)
- 2015: CD/LP: „Fantasias“ for Theremin and String Quartet, Carolina Eyck (Theremin), American Contemporary Music Ensemble, Label: Butterscotch
- 2019: LP: Waves, Carolina Eyck (Theremin & Voice), Eversines (Electronics), Label: yeyeh
- 2019: EP: Elephant in Green, Carolina Eyck (Theremin & Voice)
- 2022: CD/LP: Thetis 2086, Label: Neue Meister / Edel

Gastmitwirkung
- 2009: CD: Episodes von Dante's Dream © Dante's Dream (Deutschland)
- 2011: DVD: The Little Mermaid (Carolina Eyck spielte mit dem Theremin die Stimme der Meerjungfrau); eine BFMI Produktion in Co-Produktion mit NDR / arte, San Francisco Ballet Association, WNET.ORG + THIRTEEN und NHK; Label: C Major; Director: Thomas Grimm; Distributor: C Major Entertainment; Länge: 120 Min. + 35 Min. Making-of
- 2012: CD: Cellosophy (Carolina Eyck spielte beim Titel „King of Atlantis“ mit), von Christoph Schenker, Timezone
- 2014: DVD: Clownwise / Klauni (Originaltitel) Fog'n'Desire Films
- 2015: DVD: Die Erfindung der Liebe; (Carolina Eyck spielte bei mehreren Musikstücken mit); ein Film von Lola Randl
- 2015: CD: Yeni Şarkılar (Carolina Eyck spielte bei den Stücken 1, 2 und 4 mit) von Fazıl Say / Ada Music
- 2015: CD: About April (Carolina spielt beim Stück „April“ mit), von Friends'n'Fellow, Doctor Heart Music

## Auszeichnungen
- 2005: Jugend komponiert, erster Platz mit der Komposition „Physikalische Formeln“
- 2006: Komponistenpreis des RBB, mit der Komposition „Sciciani – Am wendischen Burgwall“ (für Akkordeon und Streichorchester). Von diesem Stück schuf sie eine neue Fassung „CIANI – Am wendischen Burgwall: Bilder für Theremin und Orchester“.
- 2015: Echo Klassik, Kategorie „Konzerteinspielung des Jahres (Musik 20./21.Jh.)“